# 兼森一将
兼森 一将（かねもり かずまさ、1970年 - ）は、広島ローカルタレント、ラジオパーソナリティ。呉市出身。一般社団法人松江観光協会の観光コーディネーターを経て、2017年より錦江町まち・ひと・『MIRAI』創生協議会事務局次長。

## 人物
14年間の旅行会社勤務ののち2006年に退職し、36歳で広島ローカルタレントに転身。
中国放送（RCC）を中心に、テレビ・ラジオに出演。
とりわけ、旅番組のレポートには定評がある。
また年齢の割には、古い歌謡曲にも詳しく、ラジオでの選曲も懐かしい
歌謡曲を中心にかけることが多い。
2013年より松江観光協会の観光コーディネーターを務めた。
2017年より鹿児島県錦江町まち・ひと・『MIRAI』創生協議会事務局次長を務める。

## 出演
RCCテレビ
- イブニング・ふぉー
- タウンdポン

RCCラジオ
- 旅の達人別館 こちら兼ちゃんトラベル　毎週土曜 11:25～11:55
- 赤ヘルだいすき カープナイター直前情報 WARM UP!　火曜～金曜 17:47～17:57
- 赤ヘルだいすき カープナイター延長戦 BACK UP!　火曜～金曜 野球終了～21:50
- サンデースタジアムGOGO!（2010年）
- 兼ちゃん掛ちゃんのお年玉大作戦!!（2012年）